# Hocine Aït Ahmed
Hocine Aït Ahmed (in berbero ⵃⵓⵙⵉⵏ ⴰⵜ ⵃⵎⴻⴷ, Ḥusin At Ḥmed e in arabo  حسين آيت أحمد‎?) (Aït Yahia, 20 agosto 1926 – Losanna, 23 dicembre 2015) è stato un politico berbero con cittadinanza algerina.

## Biografia
È nato ad Aït Yahia nel comune di Aïn El Hammam, nella wilaya di Tizi Ouzou, in Cabilia (Algeria). A  soli 16 anni aderisce al partito "Parti du peuple algérien (PPA)" e a 22 prende l'iniziativa di redigere e presentare al Comitato centrale allargato del PPA, a Zeddine nel dicembre 1948, un rapporto politico ed etico decisivo sulle forme e la strategia della lotta per l'indipendenza. Ne rivelerà poi il contenuto allo Stato maggiore. Nominato dal comitato centrale del PPP all'Ufficio politico, gli venne affidata la direzione dell'Organizzazione speciale (OS) per sostituire Mohamed Belouizdad, affetto da tubercolosi.
Istituì delle strutture di addestramento politico e militare di livello nazionale, per condurre la guerra di liberazione.
Fu in questo contesto che organizzò la rapina alle poste di Orano, che gli permise, nel marzo 1949, di sequestrare un'ingente somma di denaro seguito da uno spargimento di sangue.
Alla fine del 1949, con il pretesto di un “complotto berberista”, Hocine Ait Ahmed fu licenziato e sostituito da Ahmed Ben Bella alla guida dell'OS, di cui era responsabile a Orano. L'organizzazione verrà scoperta da parte dei servizi segreti francesi e venne sciolta nel marzo del 1950.
Fu uno dei Leader del Fronte di Liberazione Nazionale (FLN) nella guerra di indipendenza algerina contro la Francia; fu arrestato insieme ad altri capi dopo che i francesi dirottarono un aereo civile marocchino con a bordo i leader del FLN diretto in Tunisia e lo diressero verso l'Algeri occupata.
Al termine della guerra d'Algeria, Aït Ahmed si dimise dal Governo provvisorio della Repubblica algerina (GPRA) e da tutti gli organi del nuovo potere durante la crisi dell'estate del 1962. Nel settembre 1963 fondò il Fronte delle Forze Socialiste (FFS), che cercava il pluralismo politico nella vita politica bloccata dal sistema monopartitico.
Venne arrestato e condannato a morte nel 1964 ma fuggì dalla prigione di El Harrach il 1° maggio 1966. Esiliato in Svizzera, divenne dottore in giurisprudenza. Dopo le rivolte del 1988, il presidente algerino Chadli Bendjedid propose una nuova costituzione che invocava il pluralismo politico. Aït Ahmed fu invitato a tornare nel suo paese, dove tornò nel dicembre 1989, alla testa dell'FFS, ma lasciò di nuovo il suo paese dopo l'assassinio del presidente, Mohamed Boudiaf, nel giugno 1992. Da allora tornò ripetutamente in Algeria, anche durante il 50° anniversario dello scoppio della guerra di liberazione (1° novembre 1954). Aït Ahmed morì all'età di 89 anni a Losanna, in Svizzera, il 23 dicembre 2015. Le sue spoglie giacciono nel cimitero del suo villaggio natale; al suo funerale parteciparono migliaia di persone e furono dichiarati otto giorni di lutto nazionale.
Lo stadio Hocine Aït Ahmed, il terzo più grande dell'Algeria, è stato inaugurato nel 2024 con una capienza di circa 50.000 spettatori. La struttura è stata intitolata a Hocine Aït Ahmed per commemorare il suo straordinario contributo alla lotta per l'indipendenza e il suo impegno politico.